# Carlipa
Carlipa  ist eine französische Gemeinde mit 338 Einwohnern (Stand 1. Januar 2022) im Département Aude in der Region Okzitanien. Sie gehört zum Arrondissement Carcassonne und zum Kanton La Malepère à la Montagne Noire.

## Nachbargemeinden
Die Gemeinde liegt zwischen den Flüssen Lampy im Osten und seinem Nebenfluss Tenten im Westen.
Nachbargemeinden von Carlipa sind Saissac im Nordosten, Saint-Martin-le-Vieil im Südosten, Villepinte im Südwesten und Villespy im Nordwesten.

## Bevölkerungsentwicklung
| Jahr      | 1962 | 1968 | 1975 | 1982 | 1990 | 1999 | 2013 |
| Einwohner | 291  | 302  | 251  | 208  | 216  | 250  | 319  |